# Enigma (Musikprojekt)/Diskografie
Diese Diskografie ist eine Übersicht über die musikalischen Werke des deutschen New-Age-Musikprojektes Enigma. Den Quellenangaben zufolge hat es bisher mehr als 70 Millionen Tonträger verkauft. Seine erfolgreichste Veröffentlichung ist das Debütalbum MCMXC a.D. mit über 14 Millionen verkauften Einheiten, wovon allein in Deutschland über eine Million Exemplare verkauft wurden und es damit eines der meistverkauften Musikalben des Landes der 1990er-Jahre ist.

## Alben

### Studioalben
| Jahr | Titel Musiklabel                             | Höchstplatzierung, Gesamtwochen, AuszeichnungChartplatzierungen (Jahr, Titel, Musiklabel, Platzierungen, Wochen, Auszeichnungen, Anmerkungen) | Höchstplatzierung, Gesamtwochen, AuszeichnungChartplatzierungen (Jahr, Titel, Musiklabel, Platzierungen, Wochen, Auszeichnungen, Anmerkungen) | Höchstplatzierung, Gesamtwochen, AuszeichnungChartplatzierungen (Jahr, Titel, Musiklabel, Platzierungen, Wochen, Auszeichnungen, Anmerkungen) | Höchstplatzierung, Gesamtwochen, AuszeichnungChartplatzierungen (Jahr, Titel, Musiklabel, Platzierungen, Wochen, Auszeichnungen, Anmerkungen) | Höchstplatzierung, Gesamtwochen, AuszeichnungChartplatzierungen (Jahr, Titel, Musiklabel, Platzierungen, Wochen, Auszeichnungen, Anmerkungen) | Anmerkungen                                                   |
| Jahr | Titel Musiklabel                             | DE | AT | CH | UK | US | Anmerkungen                                                   |
| ---- | -------------------------------------------- | --- | --- | --- | --- | --- | ------------------------------------------------------------- |
| 1990 | MCMXC a.D. Virgin Records                    | DE3 ×2Doppelplatin · (46 Wo.)DE | AT3 Gold · (13 Wo.)AT | CH2 ×2Doppelplatin · (20 Wo.)CH | UK1 ×3Dreifachplatin · (107 Wo.)UK | US6 ×4Vierfachplatin · (282 Wo.)US | Erstveröffentlichung: 3. Dezember 1990 Verkäufe: + 14.000.000 |
| 1993 | The Cross of Changes Virgin Records          | DE5 Platin · (31 Wo.)DE | AT5 Gold · (25 Wo.)AT | CH4 Platin · (28 Wo.)CH | UK1 ×2Doppelplatin · (52 Wo.)UK | US9 ×2Doppelplatin · (63 Wo.)US | Erstveröffentlichung: 5. Dezember 1993 Verkäufe: + 4.690.000  |
| 1996 | Le roi est mort, vive le roi! Virgin Records | DE3 Gold · (17 Wo.)DE | AT4 Gold · (14 Wo.)AT | CH4 Gold · (13 Wo.)CH | UK12 Gold · (13 Wo.)UK | US25 Platin · (29 Wo.)US | Erstveröffentlichung: 20. November 1996 Verkäufe: + 1.911.236 |
| 2000 | The Screen Behind the Mirror Virgin Records  | DE2 Gold · (17 Wo.)DE | AT6 (10 Wo.)AT | CH4 Gold · (16 Wo.)CH | UK7 Gold · (6 Wo.)UK | US33 Gold · (17 Wo.)US | Erstveröffentlichung: 14. Januar 2000 Verkäufe: + 930.000     |
| 2003 | Voyageur Virgin Records                      | DE6 (6 Wo.)DE | AT19 (6 Wo.)AT | CH29 (6 Wo.)CH | UK46 (2 Wo.)UK | US94 (5 Wo.)US | Erstveröffentlichung: 5. September 2003 Verkäufe: + 10.000    |
| 2006 | A Posteriori Virgin Records                  | DE16 (7 Wo.)DE | AT17 (6 Wo.)AT | CH24 (7 Wo.)CH | — | US95 (3 Wo.)US | Erstveröffentlichung: 21. September 2006 Verkäufe: + 20.000   |
| 2008 | Seven Lives Many Faces Virgin Records        | DE15 (9 Wo.)DE | AT30 (4 Wo.)AT | CH18 (8 Wo.)CH | — | US92 (2 Wo.)US | Erstveröffentlichung: 5. August 2008 Verkäufe: + 13.000       |
| 2016 | The Fall of a Rebel Angel Island Records     | DE10 (5 Wo.)DE | AT24 (1 Wo.)AT | CH19 (3 Wo.)CH | UK40 (1 Wo.)UK | US122 (1 Wo.)US | Erstveröffentlichung: 11. November 2016                       |

### Kompilationen
| Jahr | Titel Musiklabel                                                 | Höchstplatzierung, Gesamtwochen, AuszeichnungChartplatzierungen (Jahr, Titel, Musiklabel, Platzierungen, Wochen, Auszeichnungen, Anmerkungen) | Höchstplatzierung, Gesamtwochen, AuszeichnungChartplatzierungen (Jahr, Titel, Musiklabel, Platzierungen, Wochen, Auszeichnungen, Anmerkungen) | Höchstplatzierung, Gesamtwochen, AuszeichnungChartplatzierungen (Jahr, Titel, Musiklabel, Platzierungen, Wochen, Auszeichnungen, Anmerkungen) | Höchstplatzierung, Gesamtwochen, AuszeichnungChartplatzierungen (Jahr, Titel, Musiklabel, Platzierungen, Wochen, Auszeichnungen, Anmerkungen) | Höchstplatzierung, Gesamtwochen, AuszeichnungChartplatzierungen (Jahr, Titel, Musiklabel, Platzierungen, Wochen, Auszeichnungen, Anmerkungen) | Anmerkungen                                               |
| Jahr | Titel Musiklabel                                                 | DE | AT | CH | UK | US | Anmerkungen                                               |
| ---- | ---------------------------------------------------------------- | --- | --- | --- | --- | --- | --------------------------------------------------------- |
| 2001 | LSD – Love Sensuality Devotion: The Greatest Hits Virgin Records | DE4 Gold · (16 Wo.)DE | AT10 (9 Wo.)AT | CH13 (9 Wo.)CH | UK29 Gold · (7 Wo.)UK | US29 (18 Wo.)US | Erstveröffentlichung: 5. Oktober 2001 Verkäufe: + 357.500 |
| 2008 | Incommutabilis – The Singles Collection Virgin Records           | — | — | — | — | — | Erstveröffentlichung: 21. Juli 2008                       |

### Remixalben
| Jahr | Titel Musiklabel                                                    | Anmerkungen                                                                        |
| ---- | ------------------------------------------------------------------- | ---------------------------------------------------------------------------------- |
| 2001 | LSD – Love Sensuality Devotion: The Remix Collection Virgin Records | Erstveröffentlichung: 8. Oktober 2001 Verkäufe werden der Kompilation hinzuaddiert |
| 2007 | A posteriori (Private Lounge Remix) Virgin Records                  | Erstveröffentlichung: 24. März 2007 Verkäufe werden dem Studioalbum hinzuaddiert   |

### EPs
| Jahr | Titel Musiklabel              | Anmerkungen                                                               |
| ---- | ----------------------------- | ------------------------------------------------------------------------- |
| 2006 | Eppur Si Muove Virgin Records | Erstveröffentlichung: 7. November 2006 nur in Griechenland veröffentlicht |

## Singles
| Jahr | Titel Album                                                   | Höchstplatzierung, Gesamtwochen, AuszeichnungChartplatzierungen (Jahr, Titel, Album, Platzierungen, Wochen, Auszeichnungen, Anmerkungen) | Höchstplatzierung, Gesamtwochen, AuszeichnungChartplatzierungen (Jahr, Titel, Album, Platzierungen, Wochen, Auszeichnungen, Anmerkungen) | Höchstplatzierung, Gesamtwochen, AuszeichnungChartplatzierungen (Jahr, Titel, Album, Platzierungen, Wochen, Auszeichnungen, Anmerkungen) | Höchstplatzierung, Gesamtwochen, AuszeichnungChartplatzierungen (Jahr, Titel, Album, Platzierungen, Wochen, Auszeichnungen, Anmerkungen) | Höchstplatzierung, Gesamtwochen, AuszeichnungChartplatzierungen (Jahr, Titel, Album, Platzierungen, Wochen, Auszeichnungen, Anmerkungen) | Anmerkungen                                                   |
| Jahr | Titel Album                                                   | DE | AT | CH | UK | US | Anmerkungen                                                   |
| ---- | ------------------------------------------------------------- | --- | --- | --- | --- | --- | ------------------------------------------------------------- |
| 1990 | Sadeness (Part I) MCMXC a. D.                                 | DE1 Platin · (26 Wo.)DE | AT1 Gold · (17 Wo.)AT | CH1 (20 Wo.)CH | UK1 Silber · (12 Wo.)UK | US5 Gold · (18 Wo.)US | Erstveröffentlichung: 1. Oktober 1990 Verkäufe: + 5.000.000   |
| 1991 | Mea Culpa (Part II) MCMXC a. D.                               | DE7 (14 Wo.)DE | AT21 (4 Wo.)AT | CH10 (7 Wo.)CH | UK55 (3 Wo.)UK | — | Erstveröffentlichung: 18. Februar 1991 Verkäufe: + 125.000    |
| 1991 | Principles of Lust MCMXC a. D.                                | DE90 (1 Wo.)DE | — | — | UK59 (2 Wo.)UK | — | Erstveröffentlichung: 24. Juni 1991                           |
| 1991 | The Rivers of Belief MCMXC a. D.                              | — | — | — | UK68 (2 Wo.)UK | — | Erstveröffentlichung: 7. Oktober 1991                         |
| 1993 | Return to Innocence The Cross of Changes                      | DE5 Gold · (25 Wo.)DE | AT4 (15 Wo.)AT | CH5 (27 Wo.)CH | UK3 Gold · (14 Wo.)UK | US4 Gold · (26 Wo.)US | Erstveröffentlichung: 13. Dezember 1993 Verkäufe: + 1.165.000 |
| 1994 | The Eyes of Truth The Cross of Changes                        | — | — | — | UK21 (5 Wo.)UK | — | Erstveröffentlichung: 8. April 1994                           |
| 1994 | Age of Loneliness The Cross of Changes                        | — | — | — | UK21 (5 Wo.)UK | — | Erstveröffentlichung: 1. August 1994                          |
| 1994 | Out from the Deep The Cross of Changes                        | — | — | — | — | — | Erstveröffentlichung: 2. November 1994                        |
| 1996 | Beyond the Invisible Le roi est mort, vive le roi!            | DE40 (10 Wo.)DE | AT20 (6 Wo.)AT | CH36 (4 Wo.)CH | UK26 (2 Wo.)UK | US81 (3 Wo.)US | Erstveröffentlichung: 14. Oktober 1996                        |
| 1997 | T.N.T. for the Brain Le roi est mort, vive le roi!            | — | — | — | UK60 (2 Wo.)UK | — | Erstveröffentlichung: 17. Februar 1997                        |
| 1999 | Gravity of Love The Screen Behind the Mirror                  | DE65 (4 Wo.)DE | — | CH89 (4 Wo.)CH | — | — | Erstveröffentlichung: 15. November 1999                       |
| 2000 | Push the Limits The Screen Behind the Mirror                  | DE96 (1 Wo.)DE | — | — | UK76 (1 Wo.)UK | — | Erstveröffentlichung: 17. April 2000                          |
| 2001 | Turn Around LSD – Love Sensuality Devotion: The Greatest Hits | DE65 (3 Wo.)DE | — | CH45 (4 Wo.)CH | — | — | Erstveröffentlichung: 17. September 2001                      |
| 2003 | Voyageur                                                      | — | — | — | — | — | Erstveröffentlichung: 29. September 2003                      |
| 2003 | Following the Sun Voyageur                                    | DE97 (1 Wo.)DE | — | — | — | — | Erstveröffentlichung: 10. November 2003                       |
| 2004 | Boum-Boum Voyageur                                            | DE98 (1 Wo.)DE | — | — | — | — | Erstveröffentlichung: 18. April 2004                          |
| 2005 | Hello + Welcome 15 Years After                                | DE87 (1 Wo.)DE | — | — | — | — | Erstveröffentlichung: 18. November 2005                       |
| 2006 | Goodbye Milky Way A posteriori                                | — | — | — | — | — | Erstveröffentlichung: 19. September 2006                      |
| 2008 | Seven Lives / La puerta del cielo Seven Lives Many Faces      | DE56 (8 Wo.)DE | — | — | — | — | Erstveröffentlichung: 8. August 2008                          |
| 2008 | The Same Parents Seven Lives Many Faces                       | — | — | — | — | — | Erstveröffentlichung: 31. Oktober 2008                        |
| 2016 | Sadeness (Part II) The Fall of a Rebel Angel                  | — | — | — | — | — | Erstveröffentlichung: 10. Oktober 2016 feat. Anggun           |
| 2016 | Amen The Fall of a Rebel Angel                                | — | — | — | — | — | Erstveröffentlichung: 18. November 2016 feat. Aquilo          |

## Videoalben und Musikvideos

### Videoalben
| Jahr | Titel Musiklabel                                | Höchstplatzierung, Gesamtwochen, AuszeichnungChartplatzierungen (Jahr, Titel, Musiklabel, Platzierungen, Wochen, Auszeichnungen, Anmerkungen) | Höchstplatzierung, Gesamtwochen, AuszeichnungChartplatzierungen (Jahr, Titel, Musiklabel, Platzierungen, Wochen, Auszeichnungen, Anmerkungen) | Höchstplatzierung, Gesamtwochen, AuszeichnungChartplatzierungen (Jahr, Titel, Musiklabel, Platzierungen, Wochen, Auszeichnungen, Anmerkungen) | Höchstplatzierung, Gesamtwochen, AuszeichnungChartplatzierungen (Jahr, Titel, Musiklabel, Platzierungen, Wochen, Auszeichnungen, Anmerkungen) | Höchstplatzierung, Gesamtwochen, AuszeichnungChartplatzierungen (Jahr, Titel, Musiklabel, Platzierungen, Wochen, Auszeichnungen, Anmerkungen) | Anmerkungen                                                                            |
| Jahr | Titel Musiklabel                                | DE | AT | CH | UK | US | Anmerkungen                                                                            |
| ---- | ----------------------------------------------- | --- | --- | --- | --- | --- | -------------------------------------------------------------------------------------- |
| 1990 | The Videos (Part I) Capitol Records             | DE*DE | AT*AT | CH*CH | UK*UK | US*US | Erstveröffentlichung: 1990 * Verkäufe werden MCMXC a.D. hinzuaddiert                   |
| 1991 | MCMXC a. D.: The Complete Video Album EMI Music | DE*DE | AT*AT | CH*CH | UK*UK | US*US | Erstveröffentlichung: 1991 Verkäufe: + 8.000 * Verkäufe werden MCMXC a.D. hinzuaddiert |
| 1993 | Return to Innocence Virgin Records              | DE*DE | AT*AT | CH*CH | UK*UK | US*US | Erstveröffentlichung: 1993 * Verkäufe werden der Single hinzuaddiert                   |
| 2001 | Remember the Future EMI Music                   | — | — | — | — | US? (3 Wo.)US | Erstveröffentlichung: 12. März 2001                                                    |
| 2006 | A posteriori Virgin Records                     | DE*DE | AT*AT | CH*CH | — | US*US | Erstveröffentlichung: 15. Dezember 2006 * Verkäufe werden dem Studioalbum hinzuaddiert |
| 2008 | Seven Lives Many Faces Virgin Records           | DE*DE | AT*AT | CH*CH | — | US*US | Erstveröffentlichung: 28. November 2008 * Verkäufe werden dem Studioalbum hinzuaddiert |

### Musikvideos
| Jahr | Titel                | Regisseur(e)      |
| ---- | -------------------- | ----------------- |
| 1990 | Sadeness (Part I)    | Michel Guimbard   |
| 1991 | Mea Culpa (Part II)  | Howard Greenhalgh |
| 1991 | Principles of Lust   | Howard Greenhalgh |
| 1991 | The Rivers of Belief | Howard Greenhalgh |
| 1993 | Return to Innocence  | Julien Temple     |
| 1994 | The Eyes of Truth    | Julien Temple     |
| 1994 | Age of Loneliness    | Neil Abramson     |
| 1994 | Out from the Deep    | Ángel Gracia      |
| 1996 | Beyond the Invisible | Julien Temple     |
| 1997 | T.N.T. for the Brain | Anthea Benton     |
| 1999 | Gravity of Love      | Thomas Job        |
| 2000 | Push the Limits      | Thomas Job        |
| 2001 | Turn Around          | Thomas Job        |
| 2003 | Voyageur             | Thomas Job        |
| 2004 | Boum-Boum            | Charles Eames     |
| 2006 | Hello + Welcome      | Thomas Job        |
| 2016 | Sadeness (Part II)   | Thomas Job        |
| 2016 | Amen                 | Thomas Job        |

## Sonderveröffentlichungen
| Jahr | Titel Album                    | Anmerkungen                                                     |
| ---- | ------------------------------ | --------------------------------------------------------------- |
| 2000 | Enigmatic Encounter Two Worlds | Erstveröffentlichung: 6. November 2000 atb feat. Enigma         |
| 2001 | Body 2 Fall Lost & Found       | Erstveröffentlichung: 2001 Raven Hunter feat. Kreepy X & Enigma |

| Jahr | Titel Soundtrack zu                  | Anmerkungen                          |
| ---- | ------------------------------------ | ------------------------------------ |
| 1993 | Carly’s Song Sliver                  | Erstveröffentlichung: 1. Juni 1993   |
| 1998 | Beyond the Invisible La Femme Nikita | Erstveröffentlichung: 16. Juni 1998  |
| 2008 | Sadeness (Part I) Tropic Thunder     | Erstveröffentlichung: 5. August 2008 |

## Promoveröffentlichungen
| Jahr | Titel Album             | Anmerkungen                                                                        |
| ---- | ----------------------- | ---------------------------------------------------------------------------------- |
| 2010 | MMX (The Social Song) – | Erstveröffentlichung: 15. Dezember 2010 kostenloser Facebook- und Twitter-Download |

| Jahr | Titel Album                                        | Anmerkungen                            |
| ---- | -------------------------------------------------- | -------------------------------------- |
| 1993 | Carly’s Song Sliver (O.S.T.)                       | Erstveröffentlichung: 1993             |
| 2001 | Silence Must Be Heard The Screen Behind the Mirror | Erstveröffentlichung: 2001             |
| 2006 | 20.000 Miles Over the Sea (BocaJunior Remix) –     | Erstveröffentlichung: 27. Oktober 2006 |

## Boxsets
| Jahr | Titel Musiklabel                                                                 | Höchstplatzierung, Gesamtwochen, AuszeichnungChartplatzierungen (Jahr, Titel, Musiklabel, Platzierungen, Wochen, Auszeichnungen, Anmerkungen) | Höchstplatzierung, Gesamtwochen, AuszeichnungChartplatzierungen (Jahr, Titel, Musiklabel, Platzierungen, Wochen, Auszeichnungen, Anmerkungen) | Höchstplatzierung, Gesamtwochen, AuszeichnungChartplatzierungen (Jahr, Titel, Musiklabel, Platzierungen, Wochen, Auszeichnungen, Anmerkungen) | Höchstplatzierung, Gesamtwochen, AuszeichnungChartplatzierungen (Jahr, Titel, Musiklabel, Platzierungen, Wochen, Auszeichnungen, Anmerkungen) | Höchstplatzierung, Gesamtwochen, AuszeichnungChartplatzierungen (Jahr, Titel, Musiklabel, Platzierungen, Wochen, Auszeichnungen, Anmerkungen) | Anmerkungen                                               |
| Jahr | Titel Musiklabel                                                                 | DE | AT | CH | UK | US | Anmerkungen                                               |
| ---- | -------------------------------------------------------------------------------- | --- | --- | --- | --- | --- | --------------------------------------------------------- |
| 1998 | Trilogy Virgin Records                                                           | — | — | — | UK— SilberUK | — | Erstveröffentlichung: 10. Februar 1998 Verkäufe: + 60.000 |
| 2004 | MCMXC a.D: The Complete Video Album / Remember the Future Box Set Virgin Records | — | — | — | — | — | Erstveröffentlichung: 1. November 2004                    |
| 2005 | 15 Years After (auch als Classic Album Selection bekannt) Virgin Records         | — | — | — | — | — | Erstveröffentlichung: 9. Dezember 2005                    |
| 2009 | The Platinum Collection (auch als Best Of bekannt) Virgin Records                | — | — | — | — | — | Erstveröffentlichung: 20. November 2009                   |
| 2014 | The Enigma Collection Virgin Records                                             | — | — | — | — | — | Erstveröffentlichung: 23. Mai 2014                        |
| 2021 | Complete Studio Album Collection Polydor                                         | DE83 (1 Wo.)DE | — | — | — | — | Erstveröffentlichung: 23. Juli 2021                       |

## Statistik

### Chartauswertung
|                     | DE     | AT    | CH    | UK    | US    |
| ------------------- | ------ | ----- | ----- | ----- | ----- |
| Nummer-eins-Alben   | DE—DE  | AT—AT | CH—CH | UK2UK | US—US |
| Top-10-Alben        | DE7DE  | AT5AT | CH4CH | UK3UK | US2US |
| Alben in den Charts | DE10DE | AT9AT | CH9CH | UK7UK | US9US |

|                       | DE     | AT    | CH    | UK     | US    |
| --------------------- | ------ | ----- | ----- | ------ | ----- |
| Nummer-eins-Singles   | DE1DE  | AT1AT | CH1CH | UK1UK  | US—US |
| Top-10-Singles        | DE3DE  | AT2AT | CH3CH | UK2UK  | US2US |
| Singles in den Charts | DE12DE | AT4AT | CH6CH | UK10UK | US3US |

|                          | DE    | AT    | CH    | UK    | US    |
| ------------------------ | ----- | ----- | ----- | ----- | ----- |
| Nummer-eins-Videoalben   | DE—DE | AT—AT | CH—CH | UK—UK | US—US |
| Top-10-Videoalben        | DE—DE | AT—AT | CH—CH | UK—UK | US—US |
| Videoalben in den Charts | DE—DE | AT—AT | CH—CH | UK—UK | US1US |

### Auszeichnungen für Musikverkäufe
| Land/RegionAuszeichnungen für Musikverkäufe (Land/Region, Auszeichnungen, Verkäufe, Quellen) | Silber     | Gold       | Platin       | Verkäufe    | Quellen |
| -------------------------------------------------------------------------------------------- | ---------- | ---------- | ------------ | ----------- | --- |
| Argentinien (CAPIF)                                                                          | —          | 2× Gold2   | Platin1      | 68.000      | capif.org.ar (Memento vom 6. Juli 2011 im Internet Archive) AR2 (Memento vom 31. Mai 2011 im Internet Archive) |
| Australien (ARIA)                                                                            | —          | 2× Gold2   | 4× Platin4   | 350.000     | aria.com.au |
| Belgien (BRMA)                                                                               | —          | Gold1      | 2× Platin2   | 125.000     | Einzelnachweise                                                                                                |
| Brasilien (PMB)                                                                              | —          | Gold1      | —            | 100.000     | pro-musicabr.org.br                                                                                            |
| Chile (IFPI)                                                                                 | —          | —          | 2× Platin2   | 50.000      | Einzelnachweise                                                                                                |
| Dänemark (IFPI)                                                                              | —          | Gold1      | Platin1      | 75.000      | Einzelnachweise                                                                                                |
| Deutschland (BVMI)                                                                           | —          | 4× Gold4   | 4× Platin4   | 2.800.000   | musikindustrie.de                                                                                              |
| Europa (IFPI)                                                                                | —          | —          | 2× Platin2   | (2.000.000) | ifpi.org (Memento vom 1. Januar 2014 im Internet Archive)                                                      |
| Finnland (IFPI)                                                                              | —          | Gold1      | —            | 21.236      | ifpi.fi |
| Frankreich (SNEP)                                                                            | Silber1    | 5× Gold5   | —            | 775.000     | infodisc.fr |
| Golf-Kooperationsrat (IFPI)                                                                  | —          | Gold1      | —            | 3.000       | ifpi.org (Memento vom 10. Oktober 2013 im Internet Archive)                                                    |
| Griechenland (IFPI)                                                                          | —          | —          | Platin1      | 60.000      | Einzelnachweise                                                                                                |
| Hongkong (IFPI/HKRIA)                                                                        | —          | Gold1      | 2× Platin2   | 50.000      | ifpihk.org |
| Indien (IMI)                                                                                 | —          | Gold1      | —            | 30.000      | Einzelnachweise                                                                                                |
| Indonesien (ASIRI)                                                                           | —          | —          | Platin1      | 50.000      | Einzelnachweise                                                                                                |
| Irland (IRMA)                                                                                | —          | —          | 5× Platin5   | 75.000      | Einzelnachweise                                                                                                |
| Israel (IFPI)                                                                                | —          | 2× Gold2   | —            | 40.000      | Einzelnachweise                                                                                                |
| Italien (FIMI)                                                                               | —          | Gold1      | Platin1      | 150.000     | Einzelnachweise                                                                                                |
| Japan (RIAJ)                                                                                 | —          | Gold1      | —            | 100.000     | Einzelnachweise                                                                                                |
| Kanada (MC)                                                                                  | —          | 2× Gold2   | 5× Platin5   | 600.000     | musiccanada.com                                                                                                |
| Malaysia (RIM)                                                                               | —          | —          | 6× Platin6   | 300.000     | Einzelnachweise                                                                                                |
| Mexiko (AMPROFON)                                                                            | —          | Gold1      | 4× Platin4   | 1.100.000   | Einzelnachweise                                                                                                |
| Neuseeland (RMNZ)                                                                            | —          | 3× Gold3   | 8× Platin8   | 138.500     | aotearoamusiccharts.co.nz                                                                                      |
| Niederlande (NVPI)                                                                           | —          | 3× Gold3   | 2× Platin2   | 345.000     | nvpi.nl |
| Norwegen (IFPI)                                                                              | —          | 2× Gold2   | 3× Platin3   | 185.000     | ifpi.no (Memento vom 5. November 2012 im Internet Archive)                                                     |
| Österreich (IFPI)                                                                            | —          | 4× Gold4   | —            | 100.000     | ifpi.at |
| Polen (ZPAV)                                                                                 | —          | Gold1      | —            | 50.000      | olis.pl |
| Portugal (AFP)                                                                               | —          | —          | 2× Platin2   | 80.000      | Einzelnachweise                                                                                                |
| Russland (NFPF)                                                                              | —          | 2× Gold2   | Platin1      | 40.000      | 2m-online.ru (Memento vom 24. Juli 2011 im Internet Archive)                                                   |
| Schweden (IFPI)                                                                              | —          | 3× Gold3   | Platin1      | 190.000     | sverigetopplistan.se                                                                                           |
| Schweiz (IFPI)                                                                               | —          | 2× Gold2   | 3× Platin3   | 200.000     | hitparade.ch                                                                                                   |
| Singapur (RIAS)                                                                              | —          | —          | 4× Platin4   | 60.000      | Einzelnachweise                                                                                                |
| Spanien (Promusicae)                                                                         | —          | 2× Gold2   | 3× Platin3   | 400.000     | elportaldemusica.es ES2                                                                                        |
| Südafrika (RISA)                                                                             | —          | Gold1      | Platin1      | 75.000      | Einzelnachweise                                                                                                |
| Südkorea (KMCA)                                                                              | —          | —          | 6× Platin6   | 180.000     | Einzelnachweise                                                                                                |
| Taiwan (RIT)                                                                                 | —          | —          | 5× Platin5   | 250.000     | Einzelnachweise                                                                                                |
| Vereinigte Staaten (RIAA)                                                                    | —          | 3× Gold3   | 7× Platin7   | 8.500.000   | riaa.com |
| Vereinigtes Königreich (BPI)                                                                 | 2× Silber2 | 4× Gold4   | 5× Platin5   | 2.460.000   | bpi.co.uk |
| Insgesamt                                                                                    | 3× Silber3 | 57× Gold57 | 92× Platin92 |             | |